# 渋谷区役所
渋谷区役所（しぶやくやくしょ）は、特別地方公共団体（特別区）である渋谷区の組織が入る施設（役所）である。宇田川町1番1号に位置し、渋谷公会堂に隣接する。
東日本大震災の発生を受け耐震調査を行った所、旧庁舎の耐震性不足が明らかになり、防災拠点となる新庁舎の整備が急がれたため、渋谷区役所建て替えプロジェクトの一環で公会堂とともに建て替えられた。

## 概要
渋谷区が成立した1932年10月当時、区役所は現在の渋谷区東二丁目20番18号にあった旧渋谷町役場を引き継いで開設された。
その4年後となる1936年12月、山手線や明治通りに程近い、後に東京電力・電力館（現：シダックスカルチャービレッジ）が開館する場所（当時の住所で渋谷区神宮通一丁目）に新庁舎が完成した。この庁舎は地上3階建てで、公会堂も付設されていた。
1964年東京オリンピックが開催された翌年、庁舎は現在の宇田川町にあたる場所に移転し、区役所の組織の他、福祉事務所、保健所、都税事務所、水道局渋谷営業所などが置かれた。

## 渋谷区役所建て替えプロジェクト
区は東日本大震災の発生を受け、老朽化していた庁舎と渋谷公会堂の耐震調査を行った所、特に庁舎は震度6強の地震で倒壊する危険性が高いことがわかった。調査結果を踏まえ、区は2012年に庁舎の耐震性を高めるため、建物と基礎の間にゴムを挟む免震工事を一時検討したが、その工事を行う場合、地下のスペースが使えなくなるなどの問題点が指摘されていた。
このため、2013年2月に桑原敏武区長（当時）が、『施設の老朽化と震災対策のため、庁舎及び公会堂を解体し、建て替えたい』との方針を表明。整備手法として、敷地内にほぼ同じ規模の庁舎と公会堂を建て、一部の土地に定期借地権を設定し、マンションかオフィス用地として貸し出し、地代を建設費に充てるとの計画を明らかにした。その後、区議会に特別委員会が設置され、庁舎と公会堂の今後についての検討を重ねた結果、9月の区議会本会議に於いて『渋谷区役所庁舎及び渋谷公会堂の建て替え』について賛成多数で可決された。
これを受け、区は最適な条件で新庁舎・新公会堂を建て替える提案を公募し、三井不動産、三井不動産レジデンシャル、日本設計の3社による事業主体を特定した。事業者の提案は、区所有地の一部に対し約77年の定期借地権を設定し、事業者がその権利金相当額を新庁舎・新公会堂の建設費等に充て、実質的に建設にかかわる費用を0にするというスキームであり、このようなコラボレーションによる事業スタイルは提案当時前例のないものだった。工事に先立って、2015年10月25日から11月3日まで、旧庁舎を活用したデザイン・アートイベント「シブヤのタマゴ ～区役所解体。ラストフェスティバル」が開催され、期間中、建物外観が特大の「COLORS」のカラフル文字で彩られた。
新庁舎は公園通りから少し控えた位置、街区内の新しい東西・南北の連なる街路の結節点に地下2階・地上15階建てで建設され、渋谷の文化的な特性を抽出したカラーパレットで外壁がデザインされ、2019年1月15日に開庁した。次いで、公園通り側にホワイエが面するように建てられた地下2階・地上5階で構成される新公会堂が10月13日に開館。また定期借地権が設定された土地には、パークコート渋谷ザタワー（地下4階・地上39階・505戸）が建てられ、2021年1月から入居が始まる。
計画方針
- 優れた環境性能 - 自然エネルギー・省エネルギー機器などを活用した、優れた環境性能を持つスマートな庁舎である
  - CGS(コージェネレーションシステム)
  - BEMS（ビルエネルギー管理システム）
  - 太陽光発電（50KW）・LED照明・高効率照明
  - 自然採光・自然通風・緑化・高断熱ガラス
  - 外気冷房・ダクトレス空調
  - CASBEE（建築環境総合性能評価）Sランク取得
- 高い耐震性とバックアップ - 高い耐震性を備え、震災後にも区の中枢機能を維持できる災害対応機能を整備する
  - 免震構造（耐震安全性 1類）
  - スポットネットワーク受電（3回線同時受電）
  - 給排水バックアップ（受水槽・非常用汚水槽・雨水利用槽）
  - 電源バックアップ（非常用発電1,500KVA・CGS100KW・中圧ガス供給・太陽光発電10KW）
- どんな人にもやさしい - バリアフリーに配慮したユニバーサルデザインを採用する
  - 車椅子が十分にすれ違える通路幅の確保
  - 視覚障がい者誘導ブロックの適切な配置
  - 階段の両側に2段手すりの設置
  - 窓口への車椅子対応の昇降式カウンターの設置
  - 窓口や受付に筆談対応のサインの設置
  - トイレのL型手すり設置やオストメイト対応
  - 分かりやすいサイン表示

## 施設
- 交流 - 15階 スペース428（多目的スペース）
- 議会 - 14階 委員会室、区議会大会議室、大集会室、13階 区議会事務局、議長・副議長室、議員控室、会議室、議場
- まちづくり - 12階 まちづくり課、渋谷駅周辺整備課、住宅政策課、環境政策課、選挙管理委員会事務局、監査委員事務局、11階 土木部管理課、道路課、緑と水・公園課、都市計画課、建築課
- 財務・ICT - 10階 資産総合管理課、財政課、施設整備課、ICT戦略課、システム運用課、契約課、会計管理室
- 企画・総務 - 9階 経営企画課、広報コミュニケーション課、区長室、副区長室、総務課、文書課、人事課、庁舎管理課（庁舎建設室）
- 防災・安全 - 8階 防災課、安全対策課、会議室
- 地域・健康・スポーツ - 7階 地域振興課、商工観光課、文化振興課、オリンピック・パラリンピック推進課、保健所（生活衛生課・地域保健課）、生涯学習振興課、スポーツ振興課
- 税・国保 - 6階 税務課、国民健康保険課（給付・納付相談・後期高齢者医療）、区政資料コーナー
- 福祉政策 - 5階 福祉部管理課、高齢者福祉課、介護保険課、文書課（個人情報・情報公開コーナー）、社会福祉協議会（総務課・成年後見支援センター・障がい者基幹相談支援センター）、シニアクラブ指導室
- 子育て・教育 - 4階 保育課、子ども青少年課、庶務課、学務課、指導室
- 暮らしの手続き - 3階 住民戸籍課（転入・転出、戸籍・印鑑登録・印鑑証明・住民票・マイナンバー・特別永住者証明書）、国民健康保険課（加入・税退・保険料の納付・国民年金）
- 福祉手続き・相談 - 2階 障がい者福祉課（手帳・手当・難病・医療・サービス）、介護保険課（手続き・相談）、生活福祉課（生活困窮に関する相談・支援）、広報コミュニケーション課（広聴相談）、社会福祉協議会（地域福祉課・ボランティアセンター・子ども支援課・ファミリー・サポートセンター）
- ロビー - 1階 コンビニエンスストア、飲食店

## ギャラリー

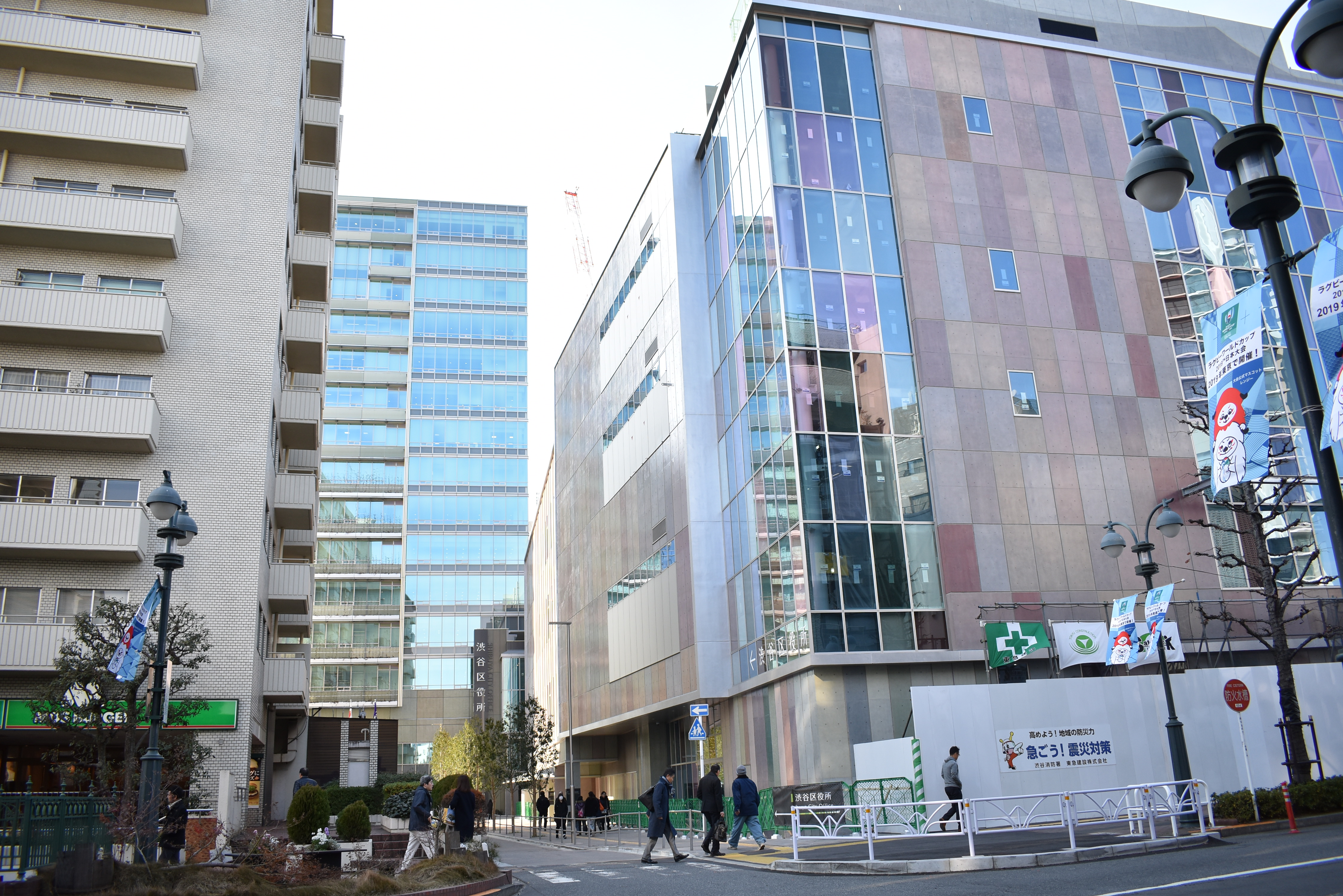
公園通りより東側入口を見る（2019年1月16日撮影）
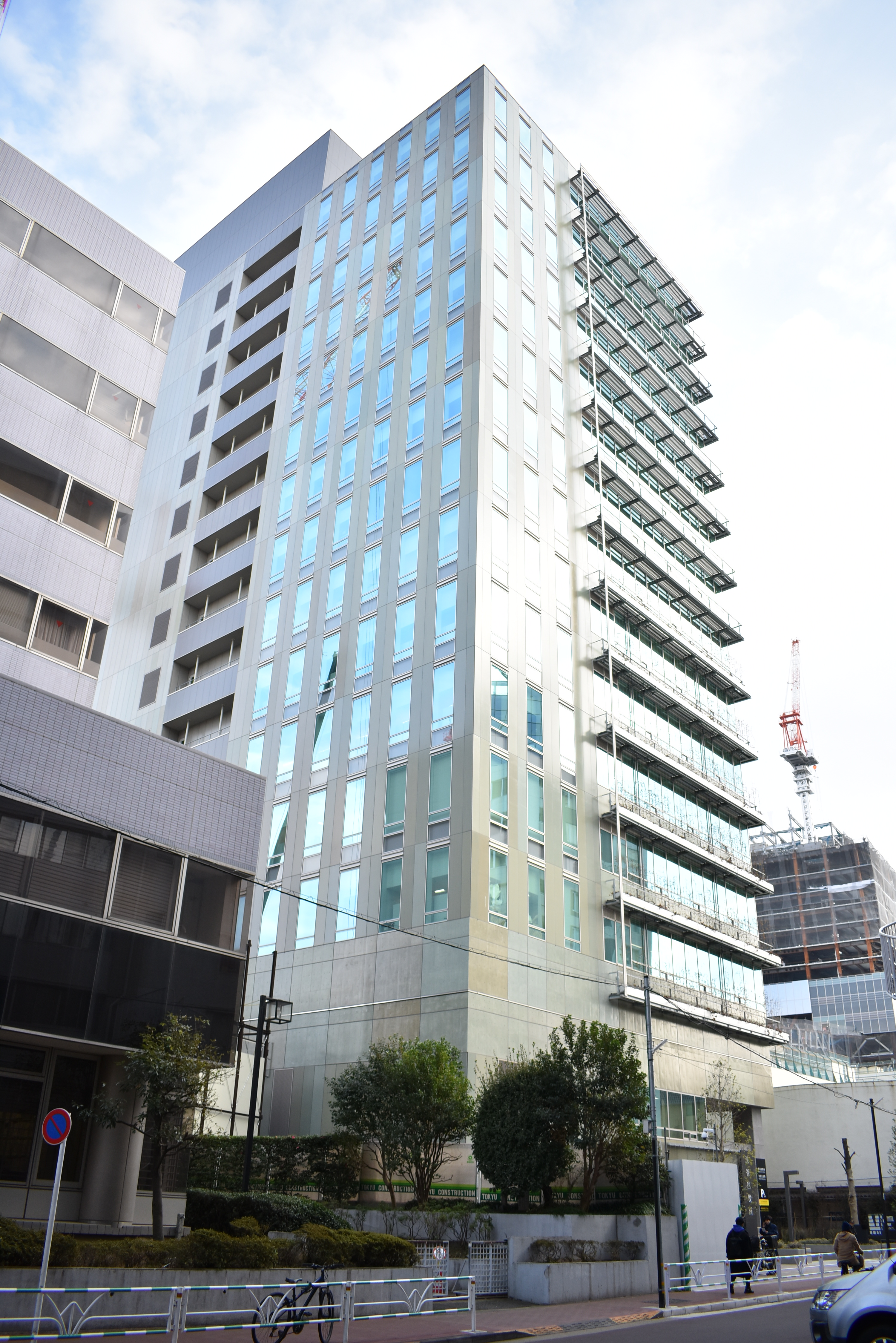
北西側より外観を見る（2019年1月16日撮影）
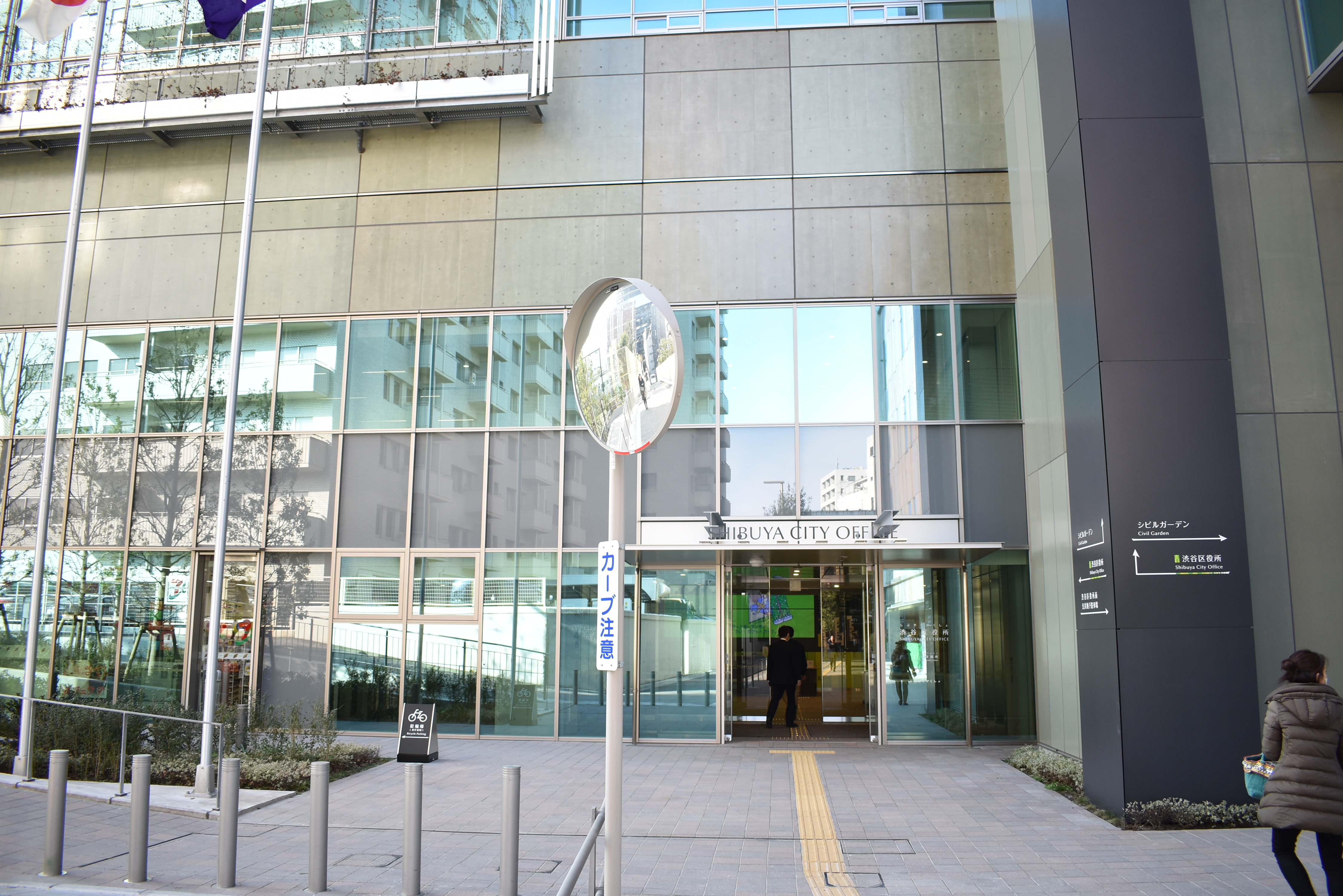
東側入口（2019年1月16日撮影）
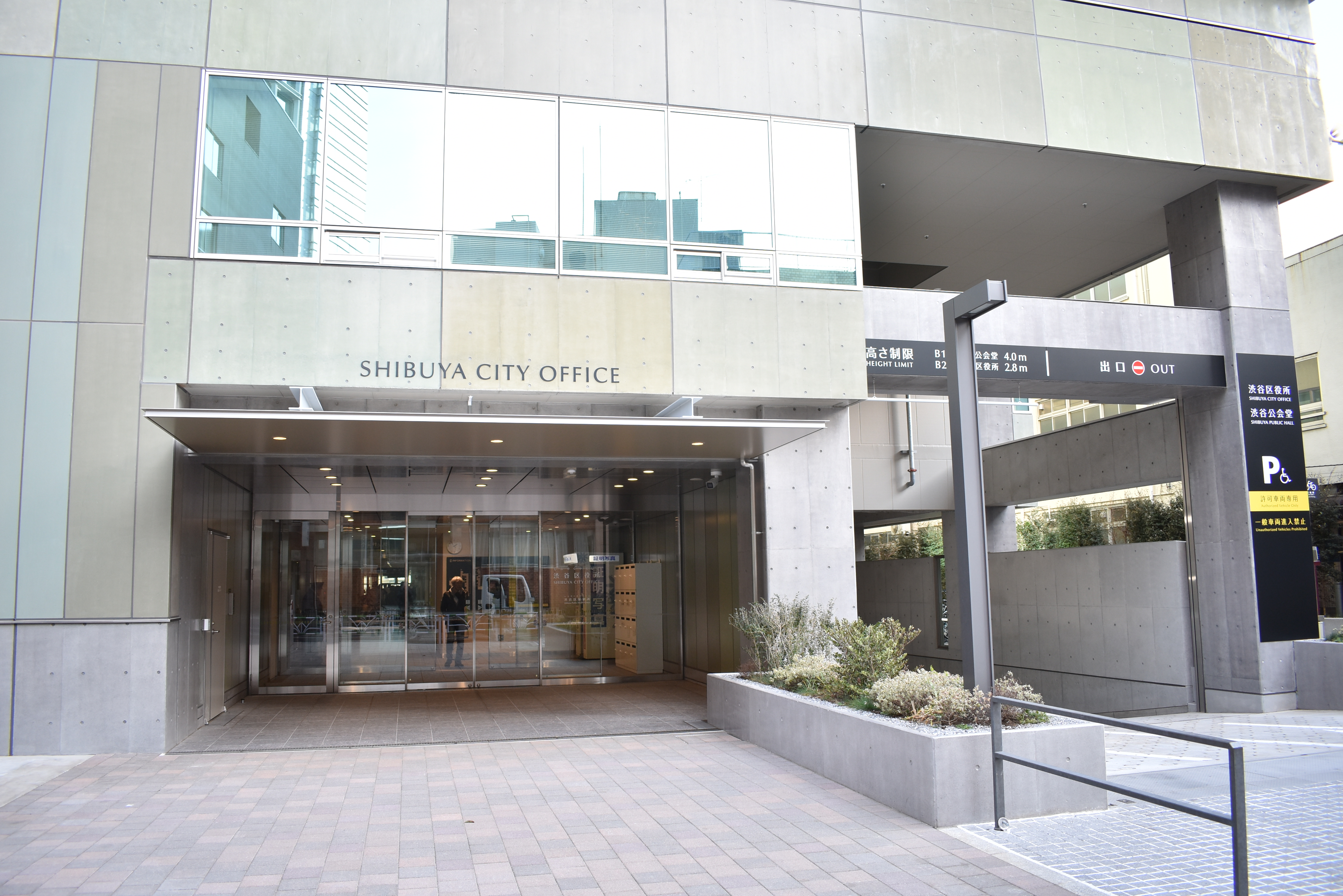
西側入口（2019年1月16日撮影）
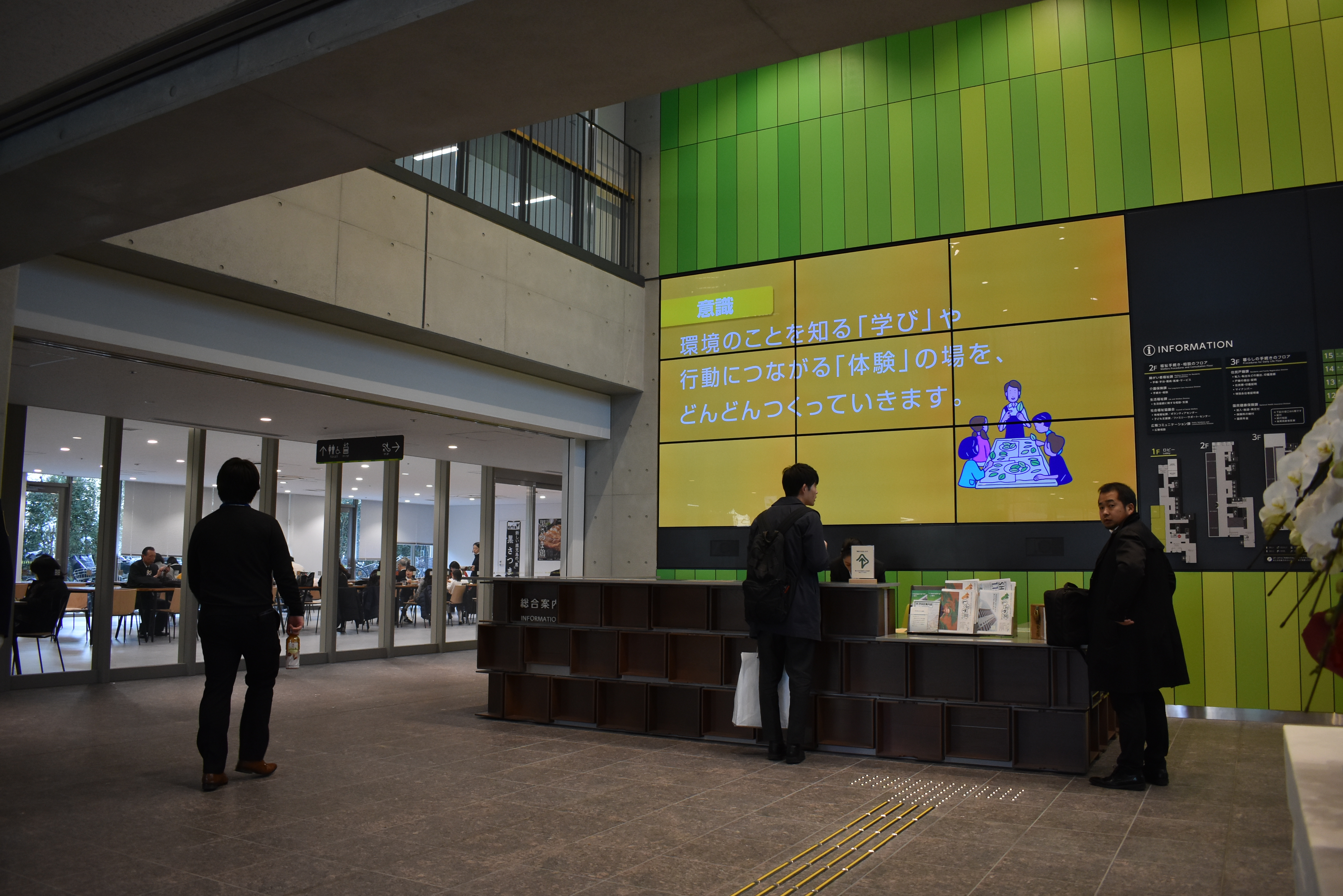
1階 ロビー（2019年1月16日撮影）
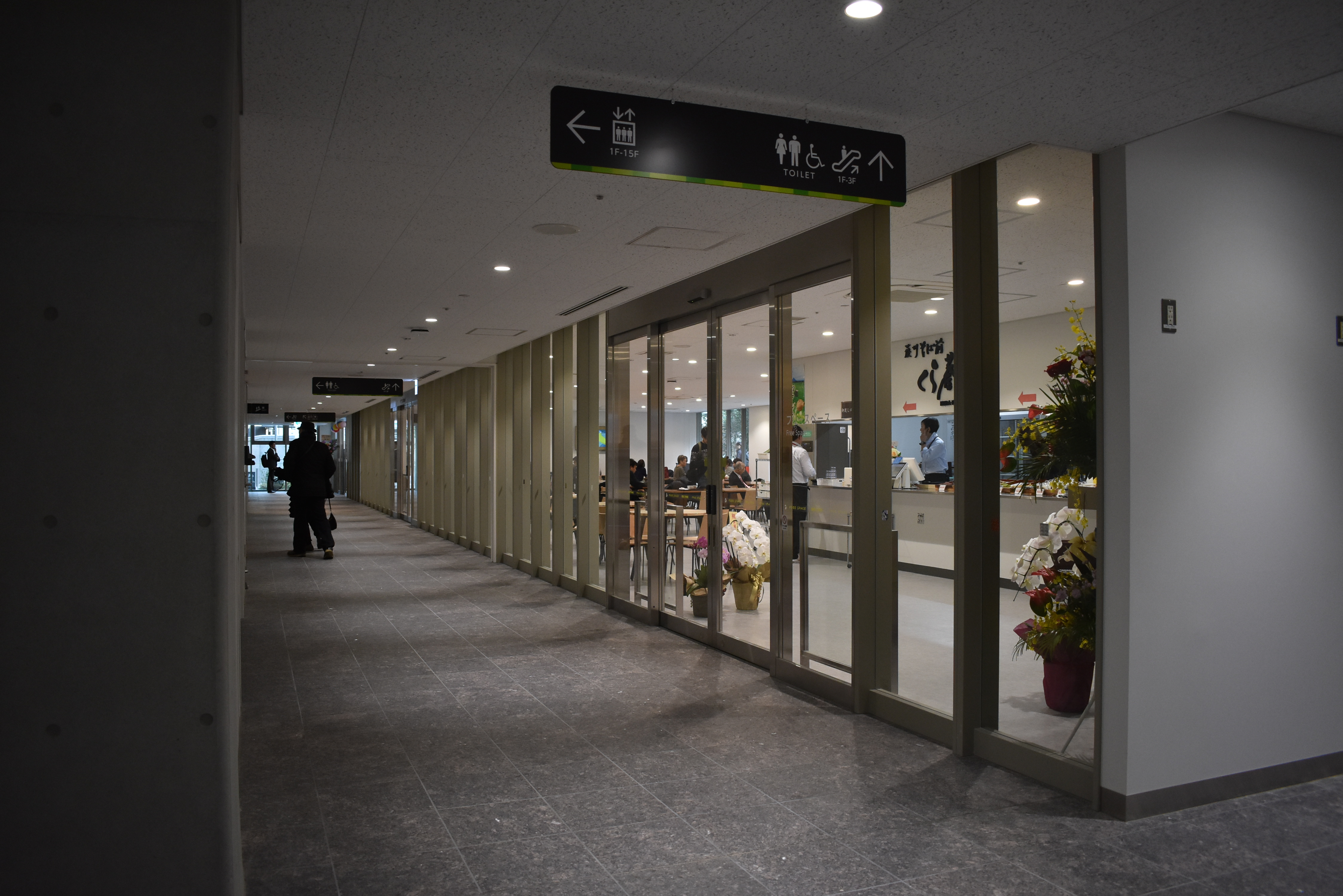
1階 飲食店（2019年1月16日撮影）

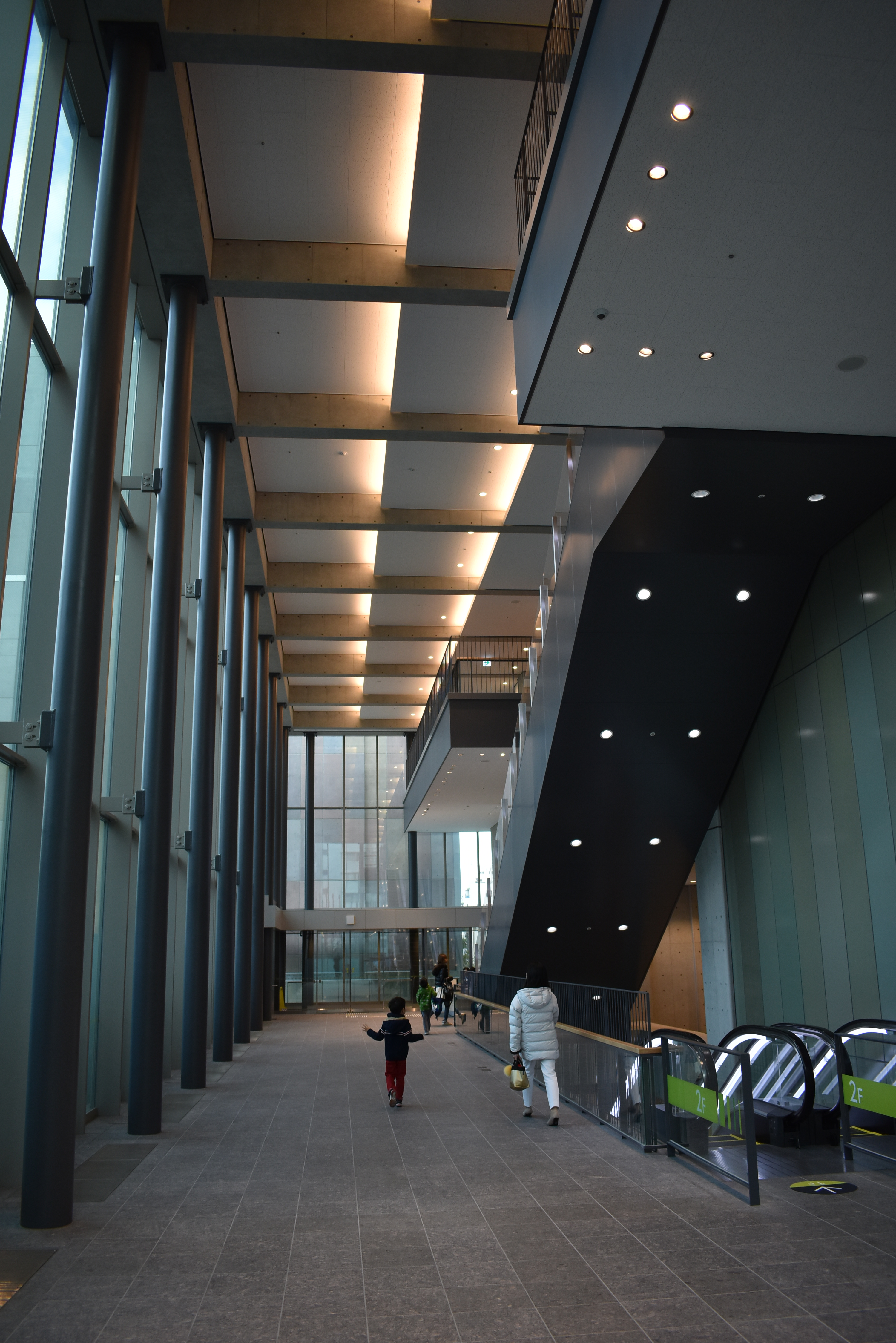
2階 吹抜け（2019年1月16日撮影）
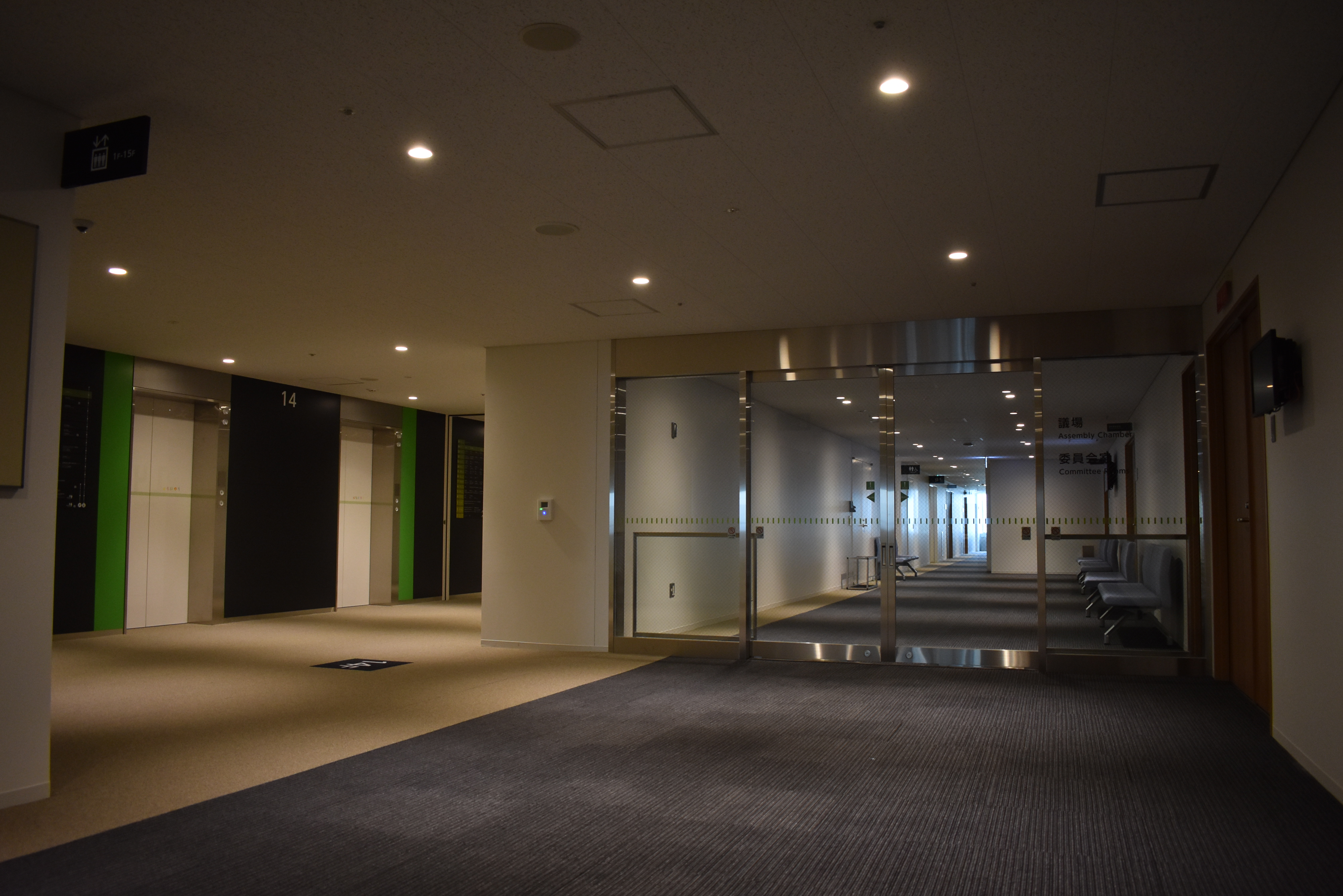
13階 議場（2019年1月16日撮影）
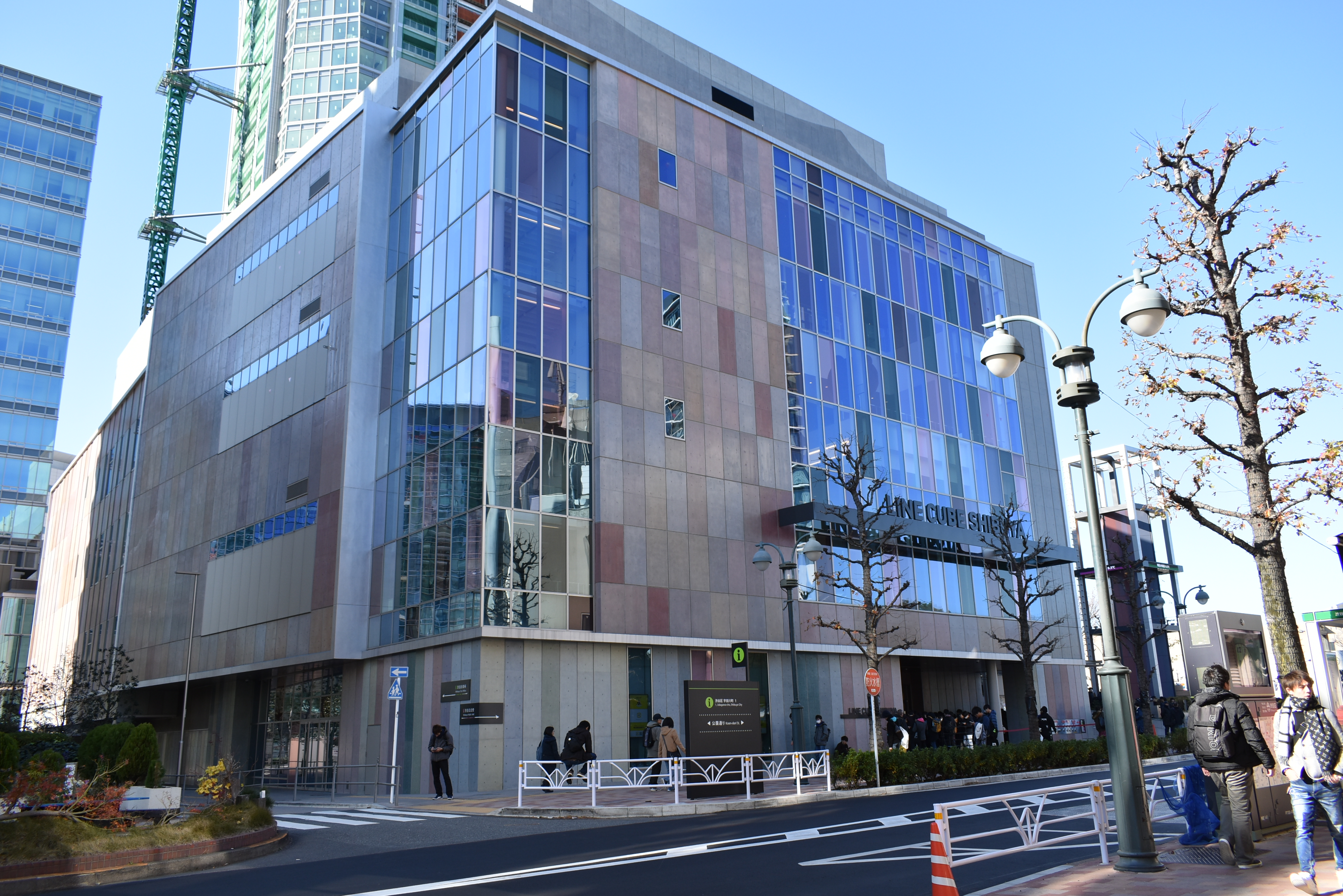
公会堂（2019年12月29日撮影）
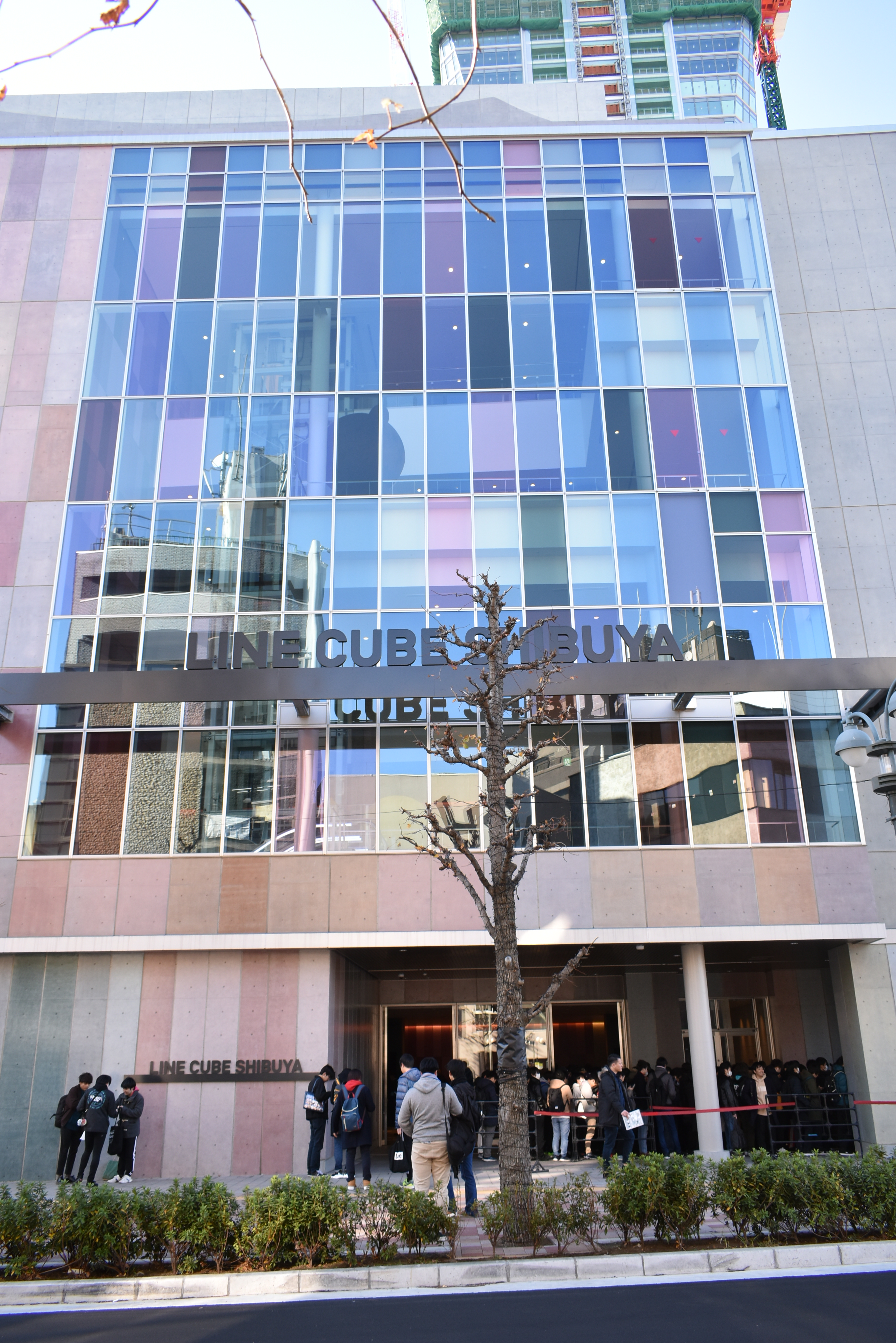
同左（2019年12月29日撮影）
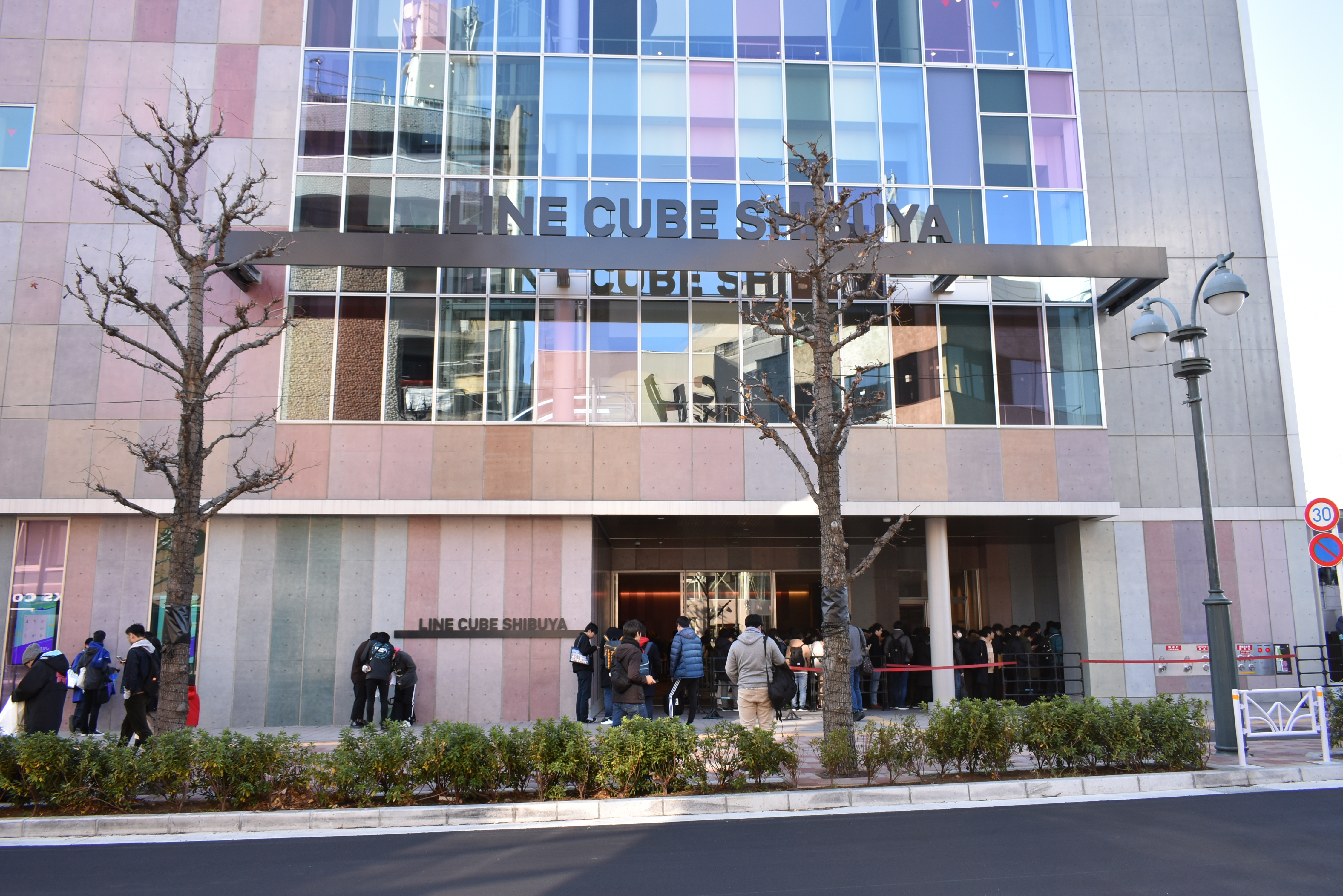
同左（2019年12月29日撮影）
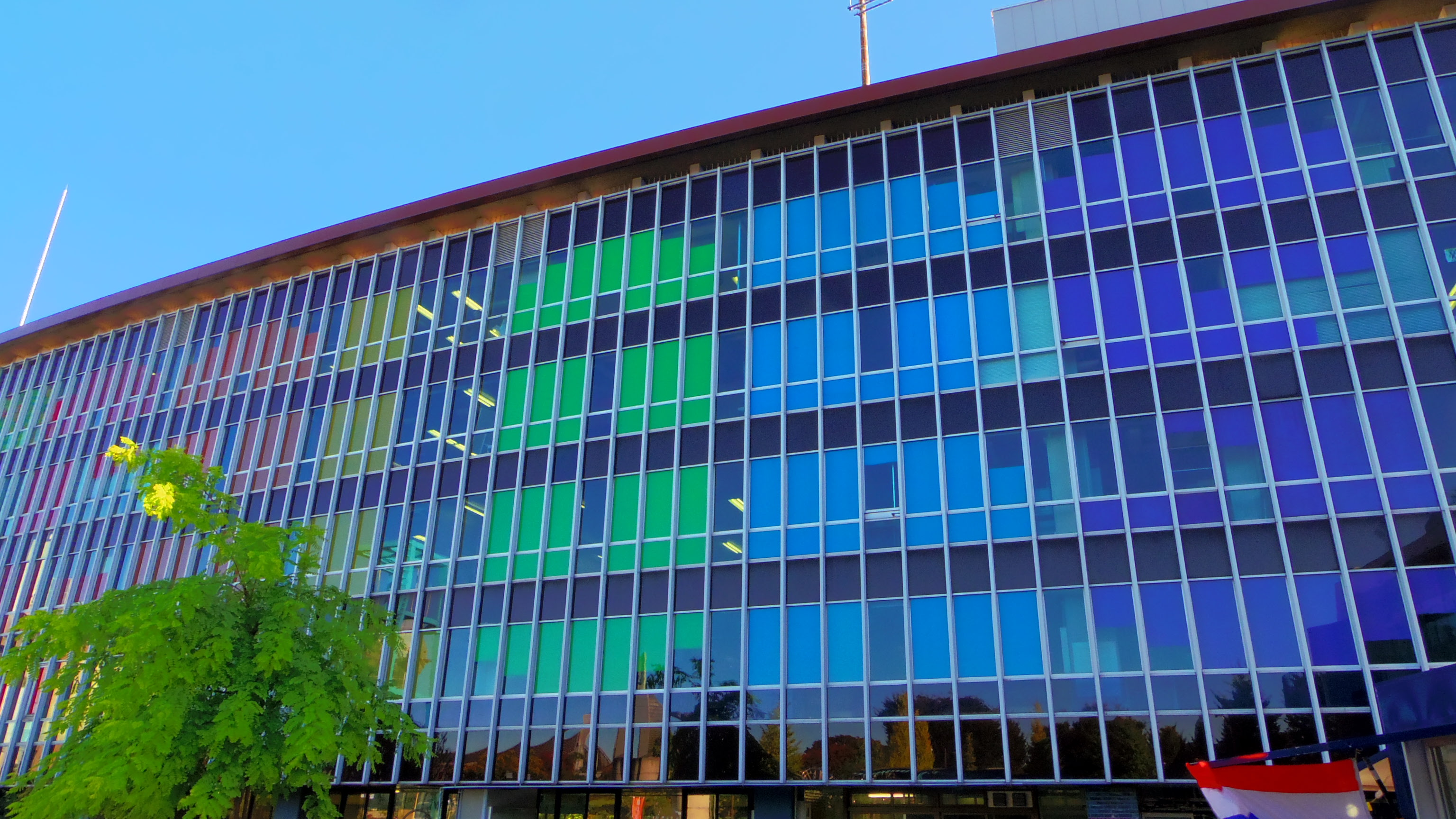
旧庁舎解体前に行われたイベントではカラフルな「COLORS」の文字が躍った（2015年11月3日撮影）

## 交通
- 鉄道 - 渋谷駅下車 徒歩11分 
  - JR山手線、埼京線、湘南新宿ライン、相鉄線直通列車
  - 東急東横線、田園都市線
  - 京王井の頭線
  - 銀座線、半蔵門線、副都心線
- バス - 渋谷区役所前・渋谷区役所下車 徒歩1分
  - 都営バス - 早81（早大正門 - 渋谷駅東口（循環））
  - ハチ公バス - 恵比寿・代官山循環 夕やけこやけルート、本町 (渋谷区)・笹塚循環 春の小川ルート、神宮の杜ルート（神宮前・千駄ヶ谷ルート）
  - 京王バス - 宿51（渋谷駅 - 新宿駅西口）、渋63（渋谷駅 - 中野駅）、渋64（渋谷駅 - 中野駅）、渋69（渋谷駅 - 笹塚駅（循環））、050（渋谷駅 - バスターミナル東京八重洲）
  - 都営バス - 池86（池袋サンシャインシティ池袋駅東口 - 渋谷駅東口（循環））神南一丁目バス停 徒歩5分
- 車 - 渋谷区役所前公共地下駐車場有

## 周辺
- 渋谷郵便局
- 宮下公園
- 渋谷地方合同庁舎
  - 東京法務局渋谷出張所
  - 渋谷税務署
- NHK放送センター（NHKホール）
- 国立代々木競技場